# A Girl Called Cerveza
A Girl Called Cerveza è il quindicesimo album in studio del gruppo musicale thrash metal tedesco Tankard, pubblicato nel 2012.

## Tracce
1. Rapid Fire (A Tyrant's Elegy) – 5:12
2. A Girl Called Cerveza – 4:14
3. Witchhunt 2.0 – 5:42
4. Masters of Farces – 4:08
5. The Metal Lady Boy (feat. Doro Pesch) – 4:59
6. Not One Day Dead (But Mad One Day) – 4:01
7. Son of a Fridge – 5:53
8. Fandom at Random – 5:28
9. Metal Magnolia – 5:07
10. Running on Fumes – 5:30

## Formazione
- Andreas Geremia - voce
- Andy Gutjahr - chitarra
- Frank Thorwarth - basso, cori
- Olaf Zissel - batteria